# 地理工程学
地理工程学、地理工程 ( Geoengineering )，又稱氣候工程（Climate engineering），是运用工程手段解决现时地球氣候问题的一门学科。

## 方法

### 二氧化碳脫除
第一類是將空氣中的二氧化碳脫除並將其儲存或轉化為燃料，如將鐵化合物倒入海中幫助浮游生物成長，以求透過浮游植物的生物泵（biological pump），吸收並減少大氣中的二氧化碳；直接將要排放到大氣中的二氧化碳捕獲，並封存在不同的儲存庫，如礦場、地殼與海洋等，這種技術簡稱為碳捕捉與封存（Carbon Capture and Storage，CCS）。或設置「人工樹」（一種巨大塔型建築），使之可吸收、儲存空氣中的二氧化碳。

### 太陽輻射管理
第二類則是減少到達地球表面的太陽輻射或陽光照射。其中包括：在太空放置大量的反光裝置，以降低地球接受到的太陽輻射；將海水噴注到低層大氣，形成水霧甚至進而蒸發氣化，以求在海洋上空的對流層形成大量的雲層來反射太陽輻射。

## 历史
地理工程学可追溯於19世紀中葉的英国羅塔姆斯特德研究站，與爾後20世紀初美国耶鲁大学增建的森林实验站開啟地理工程學的先河。；而中国亦在1979年建立禹城（农業发展与防护）实验站。20世纪後期起，因全球氣候變遷，使得地理工程学的着重点更朝向全球气候问题努力。

## 可行性
1995 年因研究臭氧層而得諾貝爾獎的保羅·克魯岑，他在 2006 年 8 月的《氣候變遷》期刊（Climatic Change）上撰文呼籲大家要正視地球工程，提出了以人工方式在平流層注入硫酸鹽微粒，以期能形成雲來降低陽光的入射量，冷卻日益發燒的地球。
在自然界中已有實例可以支持他的觀點，那就是  1991 年六月菲律賓呂宋島的皮纳图博火山爆發，將約一千七百萬噸的二氧化硫送入平流層。這些含硫化物的懸浮微粒又隨著大氣的水平運動散佈至全球各地，導致那一年量測到的北半球年均溫下降了攝氏 0.5 至 0.6 度，而全球年均溫也降低了 0.4 度。所以他所提出的方法，不過是一種「人造的」火山作用，但這一論點卻點燃了科學界的大論戰。

## 爭議

### 平流層
科學家估計，如果想要補償21世紀預期增加的二氧化碳所帶來的增溫效應，我們每年必須注入一百萬到五百萬噸的硫酸鹽到平流層。然而平流層多了這麼多的硫酸鹽會不會有問題呢？除了降低大氣溫度外，會不會有其他副作用呢？以皮納圖波火山為例，其實際產生的影響十分複雜。當時的氣候模式預測，由於地表的日照減少，這種火山爆發產生的硫酸鹽霧會降低水的蒸發，進而導致全球降雨量減少。觀測到的雨量確實減少了，但降幅遠多於科學家的預期，且各地受到的影響並不一致，有些地方的雨量卻不減反增。Trenberth和Dai 因此在 2007 年撰文闡述皮納圖波火山對水循環的影響時，提出了警告：如果地球工程方案貿然將硫酸鹽注入平流層中，可能會為地球帶來旱災。

### 臭氧層
另外一個可能的影響是會減緩臭氧層的修復，甚至讓臭氧洞再度重現。硫酸鹽粒子可能吸收極地上空大量的臭氧層，讓地中海和中東地區更乾燥或讓地球陷入嚴寒。在1987年簽訂蒙特婁公約後，臭氧洞的問題似乎現出一現曙光，然而為了要解決暖化的問題，所採取的硫酸鹽注入平流層的地球工程方法，則讓人們又要開始擔心紫外線過量的問題。雖然硫酸鹽不會直接摧毀臭氧，但是硫酸鹽在低平流層所產生的異相化學作用，會形成許多氯分子，進而被活化、光解，開始摧毀臭氧分子，一如南極的極區平流雲的作用。所以 Simone Tilmes 等人在 2008 年發表一篇文章探討極區臭氧濃度變化與注入平流層的硫酸鹽間的關係，主要是利用臭氧洞與氯分子活化間的經驗式加上電腦模擬。結果發現如果依照規劃的數量注射硫酸鹽進入平流層，在未來的數十年間，北極極區的臭氧會減少 1/4 甚至到 3/4，南極的臭氧洞還需要 30-70 年來恢復，甚至更久。再者，注入的硫酸鹽粒子的體積大小也會造成不同的模擬結果，體積越小，影響越大。但無論體積大小，都會帶來更寒冷的冬天，這同時也會增強極區臭氧被摧毀的機會。

### 太空反射镜
瑞士伯尔尼大学的湯瑪斯·史托克认为人们对「地理工程学」的认识还存在极大的鸿沟，一些試圖改变气候的地理工程，如太空反射镜等，都需要庞大的开支以及应对技术上的挑战。而使用硫酸气溶胶来抑制气候剧烈变化，则是具有一定的争议性，布里斯托大学的马修·沃森（Matthew Watson）他的博客《不情愿的地理工程学家》一文中谈到，我们只有在迫不得已的时候才能使用硫酸气溶胶来抑制气候剧烈变化。但很多学者支持试验继续进行下去，试验在验证技术可行性方面是很有价值的。哥伦比亚大学的华莱士·史密斯·布勒克说：“最终人们将有50%的可能性实际使用这项技术，因为全球变暖的趋势太明显了。”美国航天局Goddard空间研究中心的加文·施密特表示，很多“地理工程学”的模拟试验都是不成熟的，尤其不可能检测出潜在的副作用。人们并未在这个领域中踏上正轨。